# Cuaespinós d'Azara
El cuaespinós d'Azara (Synallaxis azarae) és una espècie d'ocell sud-americà de la família Furnariidae. El seu nom científic està dedicat al naturalista espanyol Félix de Azara.
Es troba a l'Argentina (fins a Tucumán), Bolívia, Veneçuela, Colòmbia, Equador i el Perú. El seu hàbitat és el de boscos de muntanya tropicals o subtropicals.